# Costel Pantilimon
Costel Fane Pantilimon (* 1. února 1987, Bacău, Rumunsko) je bývalý rumunský fotbalový brankář.
Se svou výškou 202 cm byl nejvyšším fotbalistou v anglické Premier League. Oba jeho rodiče jsou hluchoněmí.

## Klubová kariéra
Pantilimon je odchovancem rumunského klubu CS Aerostar Bacău. V roce 2006 přestoupil do FC Politehnica Timișoara.
Sezónu 2011/12 strávil na hostování v anglickém top klubu Manchester City FC, kde měl po odchodu Shay Givena do Aston Villy dělat brankářskou dvojku za Joe Hartem. Nicméně v anglické Premier League si během ní nepřipsal ani jeden zápas. Po sezóně do Manchesteru City přestoupil za 3 miliony £ a podepsal smlouvu do roku 2016. V sezóně 2012/13 vychytal v FA Cupu čtyři zápasy s čistým kontem po sobě, čímž se odvděčil trenéru City Robertu Mancinimu za důvěru v pohárových zápasech.
Sezónu 2013/14 zahájil 24. září 2013 vítězstvím 5:0 proti Wiganu v Anglickém ligovém poháru. O pět týdnů později 30. října dostal další příležitost v téže soutěži proti Newcastle United a opět neobdržel žádný gól, přispěl tak k výhře 2:0 a postupu mezi nejlepších osm týmů. Tři dny poté 2. listopadu mu dal trenér Manuel Pellegrini příležitost k debutu v Premier League, který skončil velkým úspěchem, Manchester City rozdrtil doma Norwich City 7:0 a pro Pantilimona to bylo třetí čisté konto v řadě. K jeho nominaci na zápas přispěla mimo jeho výborných výkonů i slabší forma brankářské jedničky Joe Harta.
V červnu 2014 odešel do jiného anglického klubu Sunderland AFC, kde podepsal čtyřletou smlouvu.
V lednu 2016 přestoupil se Sunderlandu do jiného anglického prvoligového klubu Watford FC.

## Reprezentační kariéra
Pantilimon reprezentoval Rumunsko v mládežnických kategoriích.
V rumunském reprezentačním A-mužstvu debutoval 19. listopadu 2008 v přátelském zápase proti hostující Gruzii, kde nastoupil na hřiště do druhého poločasu za nepříznivého stavu 0:1 místo brankáře Bogdana Lobonța. Rumuni utkání stihli otočit a zvítězili 2:1.

Trenér rumunského národního týmu Anghel Iordănescu jej vzal na EURO 2016 ve Francii. Rumunsko obsadilo se ziskem jediného bodu poslední čtvrté místo v základní skupině A, Pantilimon byl náhradním brankářem a neodchytal na šampionátu ani jedno utkání.